# Rhachisphora ardisiae
Rhachisphora ardisiae là một loài côn trùng cánh nửa trong họ Aleyrodidae, phân họ Aleyrodinae.
Rhachisphora ardisiae được Takahashi miêu tả khoa học đầu tiên năm 1935.